# Campeonato Uruguayo de Segunda División 2014-15
El Campeonato Uruguayo de Segunda División 2014-15, denominado 100 años de Liverpool Fútbol Club, fue el 73.º torneo de segunda división del fútbol uruguayo organizado por la AUF, correspondiente a la temporada 2014-2015. 
El campeonato empezó a disputarse el 13 de septiembre de 2014, con el encuentro entre Boston River y Plaza Colonia en el Estadio Municipal Casto Martínez Laguarda, por la primera fecha de la fase regular. 
Mientras que finalizó el 13 de junio del año siguiente con el encuentro entre Boston River y Villa Teresa en el Estadio Parque Alfredo Víctor Viera, para definir el tercer ascenso al Campeonato Uruguayo de Fútbol 2015-16.
El campeón fue el Liverpool Fútbol Club, luego de quedar en la primera posición de la tabla de la Fase Regular.

## Equipos participantes

### Relevos temporada anterior
| Club             | Descendido como                |
| ---------------- | ------------------------------ |
| Liverpool        | 14° Tabla del descenso 2013-14 |
| Cerro Largo      | 15° Tabla del descenso 2013-14 |
| Miramar Misiones | 16° Tabla del descenso 2013-14 |

| Club           | Ascendido como                           |
| -------------- | ---------------------------------------- |
| Villa Española | Campeón Segunda División Amateur 2013-14 |

| Club           | Ascendido como                            |
| -------------- | ----------------------------------------- |
| Tacuarembó     | Campeón Segunda División 2013-14          |
| Atenas         | Subcampeón Segunda División 2013-14       |
| Rampla Juniors | Ganador playoffs Segunda División 2013-14 |

### Datos de los equipos
Notas: todos los datos estadísticos corresponden únicamente a los Campeonatos Uruguayos organizados por la Asociación Uruguaya de Fútbol. Las fechas de fundación de los equipos son las declaradas por los propios clubes implicados. La columna "estadio" refleja el estadio dónde el equipo más veces oficia de local en sus partidos, pero no indica que el equipo en cuestión sea propietario del mismo.
|  | Club                |  | Ciudad     | Estadio          | Capacidad | Fundación               | Temp. 1° Div. | Temp. 2° Div. | Camp. 2° Div. | 2013/14   |
|  | ------------------- |  | ---------- | ---------------- | --------- | ----------------------- | ------------- | ------------- | ------------- | --------- |
|  | Boston River        |  | San José   | Casto Martínez   | 3.810     | 20 de febrero de 1939   | -             | 7             | -             | 6°        |
|  | Canadian            |  | Canelones  | Martínez Monegal | 8.000     | 12 de diciembre de 2010 | -             | 1             | -             | 11°       |
|  | Central Español     |  | Montevideo | Palermo          | 6.500     | 5 de enero de 1905      | 64            | 34            | 3             | 9°        |
|  | Cerrito             |  | Montevideo | Maracaná         | 8.000     | 28 de octubre de 1929   | 6             | (?)           | 1             | 13°       |
|  | Cerro Largo         |  | Melo       | Ubilla de Melo   | 9.000     | 19 de noviembre de 2002 | 5             | 7             | -             | (1ºD) 15° |
|  | Deportivo Maldonado |  | Maldonado  | Domingo Burgueño | 23.000    | 25 de agosto de 1928    | 6             | 12            | -             | 4°        |
|  | Huracán             |  | Montevideo | Paladino         | 5.400     | 1 de agosto de 1954     | -             | (?)           | -             | 5°        |
|  | Liverpool           |  | Montevideo | Belvedere        | 8.500     | 15 de febrero de 1915   | 73            | 11            | 3             | (1ºD) 14° |
|  | Miramar Misiones    |  | Montevideo | Méndez Piana     | 6.500     | 26 de marzo de 1906     | 25            | (?)           | 3             | (1ºD) 16° |
|  | Plaza Colonia       |  | Colonia    | Suppici          | 15.000    | 22 de abril de 1917     | 5             | 10            | 1             | 10°       |
|  | Progreso            |  | Montevideo | Paladino         | 5.400     | 30 de abril de 1917     | 21            | (?)           | 2             | 12°       |
|  | Rocha               |  | Rocha      | Sobrero          | 10.000    | 1 de agosto de 1999     | 6             | 9             | -             | 7°        |
|  | Torque              |  | Montevideo | Tróccoli         | 25.000    | 26 de diciembre de 2007 | -             | 2             | -             | 14°       |
|  | Villa Española      |  | Montevideo | Obdulio Varela   | 8.000     | 18 de agosto de 1940    | 4             | (?)           | 1             | (3ºD) 1°  |
|  | Villa Teresa        |  | Montevideo | Tróccoli         | 25.000    | 1 de junio de 1941      | -             | (?)           | -             | 8°        |

| Escala Nacional                                                             | Escala Montevideana                                                           | Escala Montevideana |
| --------------------------------------------------------------------------- | ----------------------------------------------------------------------------- | --- |
| Plaza* Boston* Canadian* Montevideo (9 equipos) Deportivo* C. Largo* Rocha* | Miramar Central Liverpool Cerrito Española Teresa* Torque* Progreso* Huracán* | - Plaza ofició de local en el estadio Suppici de la ciudad de Colonia del Sacramento. - Boston ofició de local en el estadio Casto Martínez de la ciudad de San José de Mayo a 95 kilómetros de Montevideo. - Canadian ofició de local en el estadio Martínez Monegal de la ciudad de Canelones a 45 kilómetros de Montevideo. - Deportivo ofició de local en el estadio Domingo Burgueño de la ciudad de Maldonado. - Rocha ofició de local en el estadio Sobrero de la ciudad de Rocha. - C. Largo ofició de local en el estadio Ubilla de Melo de la ciudad de Melo. - Teresa y Torque oficiaron de local en el estadio Tróccoli de la ciudad de Montevideo. - Progreso y Huracán oficiaron de local en el estadio Paladino de la ciudad de Montevideo. |

Nota: Los círculos en color azul señalan en el plano nacional a los equipos que no son originalmente locatarios en esa ciudad; en el plano montevideano señala a los equipos que no les pertenece el estadio que están usufructuando como locatarios.

#### Entrenadores
Listado de los entrenadores que empezaron el campeonato dirigiendo a cada uno de los equipos.
| Club                | Entrenador          | Comentarios                       |
| ------------------- | ------------------- | --------------------------------- |
| Boston River        | Sergio Cabrera      | Continúa de la temporada anterior |
| Canadian            | Elio Rodríguez      | Nuevo                             |
| Central Español     | Luis López          | Nuevo                             |
| Cerrito             | Marcelo Yaurreche   | Nuevo                             |
| Cerro Largo         | Danielo Núñez       | Continúa de la temporada anterior |
| Deportivo Maldonado | Patricio D'Amico    | Continúa de la temporada anterior |
| Huracán             | Alberto Quintela    | Nuevo                             |
| Liverpool           | Alejandro Apud      | Nuevo                             |
| Miramar Misiones    | Daniel Sánchez      | Continúa de la temporada anterior |
| Plaza Colonia       | Gabriel Añón        | Nuevo                             |
| Progreso            | Juan Duarte         | Continúa de la temporada anterior |
| Rocha               | José Luis Bitabares | Continúa de la temporada anterior |
| Torque              | Saúl Rivero         | Nuevo                             |
| Villa Española      | Liber Vespa         | Continúa de la temporada anterior |
| Villa Teresa        | Vito Beato          | Continúa de la temporada anterior |

## Sistema de disputa
Los 15 equipos participantes disputaron dos ruedas con la modalidad de todos contra todos, Fase Regular, entre septiembre de 2014 y mayo de 2015, con un corte entre los meses de diciembre y marzo. 
El equipo que ocupó la primera posición en la tabla de la Fase Regular, se coronó como el campeón del Torneo y ascendió a la primera división, junto al Vicecampeón (2° en la Tabla de la Fase Regular) y al ganador de los Play-Offs por el Tercer Ascenso (en los Play-Offs participaron los 4 mejores de la Tabla de la Fase Regular, sin ser el campeón ni el Vicecampeón).
También se confeccionó una Tabla del Descenso, para definir el equipo que descendería a la Segunda División Amateur, este fue el que obtuvo el promedio más bajo.

### Cobertura mediática
El canal VTV transmitía un partido por jornada en vivo.

## Fase Regular
Constó de dos rondas de todos contra todos que se disputó a partir del mes de septiembre y finalizó en mayo. El ganador de la misma se coronó como el campeón del Torneo y ascendió a la primera división, junto al Vicecampeón (2° en la Tabla) y al ganador de los Play-Offs por el Tercer Ascenso (participaron los 4 mejores de la Tabla, sin ser el campeón ni el Vicecampeón).

### Fixture
| Boston River     | 2:0 | Plaza Colonia       | Casto Martínez    | 13 de septiembre | 10:00 |
| Miramar Misiones | 1:1 | Cerrito             | Méndez Piana      | 13 de septiembre | 10:15 |
| Villa Teresa     | 2:0 | Canadian            | Tróccoli          | 13 de septiembre | 16:00 |
| Villa Española   | 4:1 | Central Español     | Obdulio Varela    | 13 de septiembre | 16:00 |
| Torque           | 0:3 | Liverpool           | Juan A. Lavalleja | 13 de septiembre | 16:00 |
| Cerro Largo      | 2:3 | Huracán             | Ubilla de Melo    | 14 de septiembre | 11:00 |
| Rocha            | 1:0 | Deportivo Maldonado | Sobrero           | 14 de septiembre | 20:00 |
| Libre: Progreso  |     |                     |                   |                  |       |

| Huracán             | 2:1 | Miramar Misiones | Tróccoli         | 20 de septiembre | 10:15 |
| Canadian            | 3:4 | Villa Española   | Martínez Monegal | 20 de septiembre | 11:00 |
| Central Español     | 1:1 | Torque           | Palermo          | 20 de septiembre | 16:00 |
| Cerrito             | 0:2 | Villa Teresa     | Maracaná         | 20 de septiembre | 16:00 |
| Plaza Colonia       | 1:2 | Cerro Largo      | Suppici          | 20 de septiembre | 16:00 |
| Deportivo Maldonado | 1:0 | Boston River     | Domingo Burgueño | 20 de septiembre | 16:00 |
| Progreso            | 1:0 | Rocha            | Paladino         | 21 de septiembre | 16:00 |
| Libre: Liverpool    |     |                  |                  |                  |       |

| Liverpool        | 3:1 | Central Español     | Belvedere         | 27 de septiembre | 10:15 |
| Villa Española   | 2:0 | Cerrito             | Obdulio Varela    | 27 de septiembre | 16:00 |
| Torque           | 1:1 | Canadian            | Juan A. Lavalleja | 27 de septiembre | 16:00 |
| Boston River     | 1:1 | Progreso            | Casto Martínez    | 27 de septiembre | 16:00 |
| Miramar Misiones | 1:1 | Plaza Colonia       | Méndez Piana      | 27 de septiembre | 16:00 |
| Cerro Largo      | 2:1 | Deportivo Maldonado | Ubilla de Melo    | 28 de septiembre | 16:00 |
| Villa Teresa     | 1:4 | Huracán             | Tróccoli          | 30 de septiembre | 16:00 |
| Libre: Rocha     |     |                     |                   |                  |       |

| Progreso               | 0:1 | Cerro Largo      | Paladino         | 4 de octubre | 10:15 |
| Canadian               | 1:1 | Liverpool        | Martínez Monegal | 4 de octubre | 16:00 |
| Cerrito                | 1:1 | Torque           | Maracaná         | 4 de octubre | 16:00 |
| Huracán                | 0:0 | Villa Española   | Tróccoli         | 4 de octubre | 16:00 |
| Plaza Colonia          | 0:5 | Villa Teresa     | Suppici          | 4 de octubre | 16:00 |
| Deportivo Maldonado    | 1:0 | Miramar Misiones | Domingo Burgueño | 4 de octubre | 16:00 |
| Rocha                  | 1:1 | Boston River     | Sobrero          | 5 de octubre | 17:00 |
| Libre: Central Español |     |                  |                  |              |       |

| Central Español     | 1:3 | Canadian            | Palermo           | 11 de octubre | 10:15 |
| Miramar Misiones    | 1:1 | Progreso            | Méndez Piana      | 11 de octubre | 17:00 |
| Torque              | 2:6 | Huracán             | Juan A. Lavalleja | 11 de octubre | 17:00 |
| Cerro Largo         | 4:0 | Rocha               | Ubilla de Melo    | 11 de octubre | 19:30 |
| Villa Teresa        | 0:1 | Deportivo Maldonado | Tróccoli          | 12 de octubre | 17:00 |
| Villa Española      | 2:3 | Plaza Colonia       | Obdulio Varela    | 12 de octubre | 17:00 |
| Liverpool           | 5:0 | Cerrito             | Belvedere         | 12 de octubre | 17:00 |
| Libre: Boston River |     |                     |                   |               |       |

| Huracán             | 2:3 | Liverpool        | Méndez Piana   | 18 de octubre | 10:15 |
| Cerrito             | 1:1 | Central Español  | Maracaná       | 18 de octubre | 17:00 |
| Deportivo Maldonado | 1:1 | Villa Española   | Pan de Azúcar  | 18 de octubre | 17:00 |
| Progreso            | 1:2 | Villa Teresa     | Paladino       | 18 de octubre | 17:00 |
| Boston River        | 0:0 | Cerro Largo      | Casto Martínez | 18 de octubre | 17:00 |
| Plaza Colonia       | 0:2 | Torque           | Suppici        | 18 de octubre | 18:00 |
| Rocha               | 1:0 | Miramar Misiones | Sobrero        | 19 de octubre | 17:00 |
| Libre: Canadian     |     |                  |                |               |       |

| Torque             | 1:1 | Deportivo Maldonado | Tróccoli         | 28 de octubre  | 17:00 |
| Central Español    | 2:0 | Huracán             | Palermo          | 28 de octubre  | 17:00 |
| Miramar Misiones   | 3:1 | Boston River        | Méndez Piana     | 1 de noviembre | 10:15 |
| Canadian           | 2:1 | Cerrito             | Martínez Monegal | 1 de noviembre | 10:30 |
| Villa Teresa       | 2:0 | Rocha               | Tróccoli         | 1 de noviembre | 17:00 |
| Villa Española     | 1:1 | Progreso            | Obdulio Varela   | 1 de noviembre | 17:00 |
| Liverpool          | 7:1 | Plaza Colonia       | Belvedere        | 1 de noviembre | 17:00 |
| Libre: Cerro Largo |     |                     |                  |                |       |

| Huracán             | 1:0 | Canadian         | Palermo          | 8 de noviembre | 10:15 |
| Cerro Largo         | 1:0 | Miramar Misiones | Ubilla de Melo   | 8 de noviembre | 17:00 |
| Boston River        | 2:1 | Villa Teresa     | Méndez Piana     | 8 de noviembre | 17:00 |
| Deportivo Maldonado | 2:3 | Liverpool        | Domingo Burgueño | 8 de noviembre | 17:00 |
| Progreso            | 0:0 | Torque           | Paladino         | 8 de noviembre | 17:00 |
| Rocha               | 1:1 | Villa Española   | Sobrero          | 8 de noviembre | 20:00 |
| Plaza Colonia       | 1:1 | Central Español  | Suppici          | 8 de noviembre | 20:30 |
| Libre: Cerrito      |     |                  |                  |                |       |

| Villa Teresa            | 1:3 | Cerro Largo         | Tróccoli         | 15 de noviembre | 10:15 |
| Canadian                | 2:0 | Plaza Colonia       | Martínez Monegal | 15 de noviembre | 11:00 |
| Central Español         | 2:0 | Deportivo Maldonado | Palermo          | 15 de noviembre | 11:15 |
| Villa Española          | 1:2 | Boston River        | Obdulio Varela   | 15 de noviembre | 17:00 |
| Torque                  | 2:2 | Rocha               | Tróccoli         | 15 de noviembre | 17:00 |
| Liverpool               | 6:0 | Progreso            | Belvedere        | 15 de noviembre | 17:00 |
| Cerrito                 | 4:2 | Huracán             | Maracaná         | 15 de noviembre | 17:00 |
| Libre: Miramar Misiones |     |                     |                  |                 |       |

| Miramar Misiones    | 1:1 | Villa Teresa    | Méndez Piana     | 22 de noviembre | 10:15 |
| Deportivo Maldonado | 2:3 | Canadian        | Domingo Burgueño | 22 de noviembre | 17:00 |
| Progreso            | 0:1 | Central Español | Paladino         | 22 de noviembre | 17:00 |
| Boston River        | 2:3 | Torque          | Casto Martínez   | 22 de noviembre | 17:00 |
| Plaza Colonia       | 1:2 | Cerrito         | Suppici          | 22 de noviembre | 18:00 |
| Cerro Largo         | 0:1 | Villa Española  | Ubilla de Melo   | 22 de noviembre | 19:00 |
| Rocha               | 0:2 | Liverpool       | Sobrero          | 23 de noviembre | 18:00 |
| Libre: Huracán      |     |                 |                  |                 |       |

| Cerrito             | 1:2 | Deportivo Maldonado | Maracaná         | 25 de noviembre | 17:00 |
| Huracán             | 0:3 | Plaza Colonia       | Méndez Piana     | 25 de noviembre | 17:00 |
| Villa Española      | 1:2 | Miramar Misiones    | Obdulio Varela   | 26 de noviembre | 17:00 |
| Torque              | 3:2 | Cerro Largo         | Tróccoli         | 26 de noviembre | 17:00 |
| Liverpool           | 4:0 | Boston River        | Belvedere        | 26 de noviembre | 17:00 |
| Central Español     | 1:1 | Rocha               | Palermo          | 26 de noviembre | 17:00 |
| Canadian            | 2:0 | Progreso            | Martínez Monegal | 26 de noviembre | 17:00 |
| Libre: Villa Teresa |     |                     |                  |                 |       |

| Boston River         | 1:2 | Central Español | Casto Martínez | 2 de diciembre | 18:00 |
| Miramar Misiones     | 0:1 | Torque          | Méndez Piana   | 2 de diciembre | 18:00 |
| Villa Teresa         | 1:3 | Villa Española  | Tróccoli       | 2 de diciembre | 18:00 |
| Cerro Largo          | 0:1 | Liverpool       | Ubilla de Melo | 2 de diciembre | 20:15 |
| Deportivo Maldonado  | 1:1 | Huracán         | Capurro        | 3 de diciembre | 18:00 |
| Progreso             | 2:1 | Cerrito         | Paladino       | 3 de diciembre | 18:00 |
| Rocha                | 1:0 | Canadian        | Sobrero        | 3 de diciembre | 20:00 |
| Libre: Plaza Colonia |     |                 |                |                |       |

| Central Español       | 2:1 | Cerro Largo         | Palermo                    | 6 de diciembre | 10:15 |
| Torque                | 3:1 | Villa Teresa        | Paladino                   | 6 de diciembre | 18:00 |
| Canadian              | 0:0 | Boston River        | Martínez Monegal           | 6 de diciembre | 18:00 |
| Cerrito               | 2:2 | Rocha               | Maracaná                   | 6 de diciembre | 18:00 |
| Plaza Colonia         | 3:2 | Deportivo Maldonado | Nacional de Nueva Helvecia | 6 de diciembre | 18:00 |
| Liverpool             | 4:1 | Miramar Misiones    | Belvedere                  | 7 de diciembre | 18:00 |
| Huracán               | 1:2 | Progreso            | Capurro                    | 7 de diciembre | 18:00 |
| Libre: Villa Española |     |                     |                            |                |       |

| Villa Teresa               | 1:1 | Liverpool       | Méndez Piana   | 13 de diciembre | 18:00 |
| Villa Española             | 2:0 | Torque          | Obdulio Varela | 13 de diciembre | 18:00 |
| Rocha                      | 1:1 | Huracán         | Sobrero        | 13 de diciembre | 20:00 |
| Cerro Largo                | 0:0 | Canadian        | Ubilla de Melo | 13 de diciembre | 20:15 |
| Progreso                   | 1:1 | Plaza Colonia   | Paladino       | 14 de diciembre | 18:00 |
| Boston River               | 2:2 | Cerrito         | Casto Martínez | 14 de diciembre | 18:00 |
| Miramar Misiones           | 0:0 | Central Español | Méndez Piana   | 14 de diciembre | 18:00 |
| Libre: Deportivo Maldonado |     |                 |                |                 |       |

| Huracán             | 1:3 | Boston River     | Maracaná                   | 19 de diciembre | 18:00 |
| Cerrito             | 0:0 | Cerro Largo      | Maracaná                   | 20 de diciembre | 18:00 |
| Canadian            | 0:0 | Miramar Misiones | Martínez Monegal           | 20 de diciembre | 18:00 |
| Liverpool           | 2:1 | Villa Española   | Belvedere                  | 20 de diciembre | 18:00 |
| Central Español     | 1:1 | Villa Teresa     | Palermo                    | 20 de diciembre | 18:00 |
| Deportivo Maldonado | 1:0 | Progreso         | Pan de Azúcar              | 20 de diciembre | 18:00 |
| Plaza Colonia       | 1:0 | Rocha            | Nacional de Nueva Helvecia | 21 de diciembre | 18:00 |
| Libre: Torque       |     |                  |                            |                 |       |

| Huracán             | 0:0 | Cerro Largo      | Jardines         | 7 de marzo | 10:15 |
| Central Español     | 0:3 | Villa Española   | Palermo          | 7 de marzo | 16:00 |
| Plaza Colonia       | 1:0 | Boston River     | Suppici          | 7 de marzo | 17:00 |
| Cerrito             | 0:0 | Miramar Misiones | Maracaná         | 7 de marzo | 17:00 |
| Canadian            | 0:3 | Villa Teresa     | Martínez Monegal | 7 de marzo | 17:00 |
| Liverpool           | 3:0 | Torque           | Belvedere        | 7 de marzo | 17:00 |
| Deportivo Maldonado | 3:0 | Rocha            | Domingo Burgueño | 7 de marzo | 20:00 |
| Libre: Progreso     |     |                  |                  |            |       |

| Villa Española   | 1:2 | Canadian            | Obdulio Varela | 14 de marzo | 10:15 |
| Miramar Misiones | 5:1 | Huracán             | Méndez Piana   | 14 de marzo | 16:00 |
| Torque           | 0:4 | Central Español     | Tróccoli       | 14 de marzo | 16:00 |
| Villa Teresa     | 2:2 | Cerrito             | Viera          | 14 de marzo | 16:00 |
| Boston River     | 3:0 | Deportivo Maldonado | Casto Martínez | 14 de marzo | 16:00 |
| Rocha            | 3:2 | Progreso            | Sobrero        | 14 de marzo | 16:00 |
| Cerro Largo      | 0:3 | Plaza Colonia       | Ubilla de Melo | 14 de marzo | 17:00 |
| Libre: Liverpool |     |                     |                |             |       |

| Central Español     | 3:2 | Liverpool        | Palermo          | 21 de marzo | 10:15 |
| Cerrito             | 2:4 | Villa Española   | Maracaná         | 21 de marzo | 16:00 |
| Canadian            | 1:0 | Torque           | Martínez Monegal | 21 de marzo | 16:00 |
| Progreso            | 2:4 | Boston River     | Paladino         | 21 de marzo | 16:00 |
| Plaza Colonia       | 2:1 | Miramar Misiones | Suppici          | 21 de marzo | 19:00 |
| Deportivo Maldonado | 0:0 | Cerro Largo      | Domingo Burgueño | 22 de marzo | 16:00 |
| Huracán             | 0:0 | Villa Teresa     | Paladino         | 22 de marzo | 16:00 |
| Libre: Rocha        |     |                  |                  |             |       |

| Liverpool              | 1:1 | Canadian            | Belvedere      | 28 de marzo | 10:15 |
| Torque                 | 3:1 | Cerrito             | Tróccoli       | 28 de marzo | 10:15 |
| Cerro Largo            | 0:0 | Progreso            | Ubilla de Melo | 28 de marzo | 16:00 |
| Villa Española         | 0:2 | Huracán             | Obdulio Varela | 28 de marzo | 16:00 |
| Villa Teresa           | 0:1 | Plaza Colonia       | Tróccoli       | 28 de marzo | 16:00 |
| Miramar Misiones       | 4:0 | Deportivo Maldonado | Méndez Piana   | 28 de marzo | 16:00 |
| Boston River           | 2:1 | Rocha               | Casto Martínez | 28 de marzo | 16:00 |
| Libre: Central Español |     |                     |                |             |       |

| Huracán             | 3:2 | Torque           | Paladino         | 31 de marzo | 13:50 |
| Canadian            | 2:2 | Central Español  | Martínez Monegal | 31 de marzo | 16:00 |
| Cerrito             | 2:5 | Liverpool        | Maracaná         | 31 de marzo | 16:00 |
| Progreso            | 1:2 | Miramar Misiones | Paladino         | 31 de marzo | 16:10 |
| Rocha               | 1:0 | Cerro Largo      | Sobrero          | 31 de marzo | 19:00 |
| Deportivo Maldonado | 0:2 | Villa Teresa     | Domingo Burgueño | 31 de marzo | 19:00 |
| Plaza Colonia       | 2:1 | Villa Española   | Suppici          | 31 de marzo | 19:00 |
| Libre: Boston River |     |                  |                  |             |       |

| Central Español  | 1:0 | Cerrito             | Palermo        | 4 de abril | 10:00 |
| Liverpool        | 2:2 | Huracán             | Belvedere      | 4 de abril | 16:00 |
| Torque           | 2:3 | Plaza Colonia       | Paladino       | 4 de abril | 16:00 |
| Villa Española   | 0:1 | Deportivo Maldonado | Obdulio Varela | 4 de abril | 16:00 |
| Villa Teresa     | 1:1 | Progreso            | Tróccoli       | 4 de abril | 16:00 |
| Miramar Misiones | 2:1 | Rocha               | Méndez Piana   | 4 de abril | 16:00 |
| Cerro Largo      | 2:3 | Boston River        | Ubilla de Melo | 5 de abril | 16:00 |
| Libre: Canadian  |     |                     |                |            |       |

| Plaza Colonia       | 0:0 | Liverpool        | Nacional de Nueva Helvecia | 7 de abril | 16:00 |
| Huracán             | 1:3 | Central Español  | Paladino                   | 7 de abril | 16:00 |
| Rocha               | 1:2 | Villa Teresa     | Sobrero                    | 7 de abril | 19:00 |
| Deportivo Maldonado | 0:2 | Torque           | Domingo Burgueño           | 7 de abril | 19:00 |
| Boston River        | 3:2 | Miramar Misiones | Casto Martínez             | 8 de abril | 16:00 |
| Progreso            | 1:1 | Villa Española   | Paladino                   | 8 de abril | 16:00 |
| Cerrito             | 3:0 | Canadian         | Maracaná                   | 8 de abril | 16:00 |
| Libre: Cerro Largo  |     |                  |                            |            |       |

| Central Español  | 1:3 | Plaza Colonia       | Palermo          | 11 de abril | 10:15 |
| Canadian         | 3:4 | Huracán             | Martínez Monegal | 11 de abril | 15:00 |
| Villa Teresa     | 2:1 | Boston River        | Viera            | 11 de abril | 15:00 |
| Liverpool        | 0:1 | Deportivo Maldonado | Belvedere        | 11 de abril | 15:00 |
| Torque           | 2:1 | Progreso            | Tróccoli         | 11 de abril | 15:00 |
| Villa Española   | 3:0 | Rocha               | Obdulio Varela   | 11 de abril | 15:00 |
| Miramar Misiones | 1:1 | Cerro Largo         | Méndez Piana     | 12 de abril | 15:00 |
| Libre: Cerrito   |     |                     |                  |             |       |

| Progreso                | 1:1 | Liverpool       | Paladino         | 18 de abril | 10:15 |
| Plaza Colonia           | 3:0 | Canadian        | Suppici          | 18 de abril | 15:00 |
| Deportivo Maldonado     | 2:3 | Central Español | Domingo Burgueño | 18 de abril | 15:00 |
| Huracán                 | 0:1 | Cerrito         | Paladino         | 18 de abril | 15:00 |
| Cerro Largo             | 1:1 | Villa Teresa    | Ubilla de Melo   | 18 de abril | 17:00 |
| Rocha                   | 1:1 | Torque          | Sobrero          | 19 de abril | 15:00 |
| Boston River            | 3:1 | Villa Española  | Casto Martínez   | 19 de abril | 16:00 |
| Libre: Miramar Misiones |     |                 |                  |             |       |

| Central Español | 2:1 | Progreso            | Palermo          | 25 de abril | 10:15 |
| Canadian        | 3:2 | Deportivo Maldonado | Martínez Monegal | 25 de abril | 11:30 |
| Villa Teresa    | 2:1 | Miramar Misiones    | Viera            | 25 de abril | 15:00 |
| Torque          | 1:2 | Boston River        | Tróccoli         | 25 de abril | 15:00 |
| Cerrito         | 1:4 | Plaza Colonia       | Maracaná         | 25 de abril | 15:00 |
| Liverpool       | 4:0 | Rocha               | Belvedere        | 25 de abril | 15:00 |
| Villa Española  | 2:0 | Cerro Largo         | Obdulio Varela   | 26 de abril | 15:00 |
| Libre: Huracán  |     |                     |                  |             |       |

| Boston River        | 1:2 | Liverpool       | Casto Martínez | 28 de abril | 15:00 |
| Miramar Misiones    | 2:1 | Villa Española  | Méndez Piana   | 29 de abril | 15:00 |
| Deportivo Maldonado | 1:0 | Cerrito         | Pan de Azúcar  | 29 de abril | 15:00 |
| Progreso            | 0:2 | Canadian        | Paladino       | 29 de abril | 15:00 |
| Cerro Largo         | 0:2 | Torque          | Ubilla de Melo | 29 de abril | 17:00 |
| Plaza Colonia       | 1:1 | Huracán         | Suppici        | 29 de abril | 17:00 |
| Rocha               | 1:2 | Central Español | Sobrero        | 29 de abril | 19:00 |
| Libre: Villa Teresa |     |                 |                |             |       |

| Liverpool            | 2:1 | Cerro Largo         | Belvedere        | 2 de mayo | 10:15 |
| Central Español      | 0:2 | Boston River        | Palermo          | 2 de mayo | 15:00 |
| Huracán              | 3:1 | Deportivo Maldonado | Jardines         | 2 de mayo | 15:00 |
| Canadian             | 4:0 | Rocha               | Martínez Monegal | 2 de mayo | 15:00 |
| Torque               | 1:1 | Miramar Misiones    | Tróccoli         | 5 de mayo | 15:00 |
| Villa Española       | 1:1 | Villa Teresa        | Obdulio Varela   | 5 de mayo | 15:00 |
| Cerrito              | 0:1 | Progreso            | Maracaná         | 5 de mayo | 15:00 |
| Libre: Plaza Colonia |     |                     |                  |           |       |

| Boston River          | 1:2 | Canadian        | Maracaná         | 15 de mayo | 15:00 |
| Cerro Largo           | 1:0 | Central Español | Ubilla de Melo   | 15 de mayo | 15:00 |
| Progreso              | 3:3 | Huracán         | Paladino         | 15 de mayo | 15:00 |
| Rocha                 | 3:1 | Cerrito         | Sobrero          | 15 de mayo | 15:00 |
| Villa Teresa          | 3:2 | Torque          | Viera            | 15 de mayo | 15:00 |
| Deportivo Maldonado   | 0:2 | Plaza Colonia   | Domingo Burgueño | 15 de mayo | 15:00 |
| Miramar Misiones      | 0:0 | Liverpool       | Méndez Piana     | 16 de mayo | 10:15 |
| Libre: Villa Española |     |                 |                  |            |       |

| Central Español            | 0:1 | Miramar Misiones | Palermo          | 20 de mayo | 15:00 |
| Cerrito                    | 2:3 | Boston River     | Maracaná         | 20 de mayo | 15:00 |
| Torque                     | 1:4 | Villa Española   | Tróccoli         | 20 de mayo | 15:00 |
| Huracán                    | 7:2 | Rocha            | Paladino         | 20 de mayo | 15:00 |
| Liverpool                  | 0:1 | Villa Teresa     | Belvedere        | 20 de mayo | 15:00 |
| Canadian                   | 2:1 | Cerro Largo      | Martínez Monegal | 20 de mayo | 15:00 |
| Plaza Colonia              | 2:0 | Progreso         | Suppici          | 20 de mayo | 20:15 |
| Libre: Deportivo Maldonado |     |                  |                  |            |       |

| Villa Española   | 5:2 | Liverpool           | Obdulio Varela | 23 de mayo | 15:00 |
| Cerro Largo      | 2:0 | Cerrito             | Ubilla de Melo | 23 de mayo | 15:00 |
| Progreso         | 3:0 | Deportivo Maldonado | Paladino       | 23 de mayo | 15:00 |
| Rocha            | 1:2 | Plaza Colonia       | Sobrero        | 23 de mayo | 20:00 |
| Boston River     | 0:3 | Huracán             | Maracaná       | 25 de mayo | 15:00 |
| Villa Teresa     | 2:1 | Central Español     | Capurro        | 25 de mayo | 15:00 |
| Miramar Misiones | 2:1 | Canadian            | Méndez Piana   | 25 de mayo | 15:00 |
| Libre: Torque    |     |                     |                |            |       |

### Posiciones Fase Regular
| Pos                                                    | Equipo              | PJ | PG | PE | PP | GF | GC | Dif | Pts |
| ------------------------------------------------------ | ------------------- | -- | -- | -- | -- | -- | -- | --- | --- |
| 1°                                                     | Liverpool           | 28 | 17 | 7  | 4  | 69 | 28 | +41 | 58  |
| 2°                                                     | Plaza Colonia       | 28 | 16 | 5  | 7  | 44 | 37 | +7  | 53  |
| 3°                                                     | Villa Teresa        | 28 | 13 | 8  | 7  | 43 | 32 | +11 | 47  |
| 4°                                                     | Boston River        | 28 | 13 | 5  | 10 | 45 | 41 | +4  | 44  |
| 5°                                                     | Canadian            | 28 | 12 | 7  | 9  | 39 | 36 | +3  | 43  |
| 6°                                                     | Central Español     | 28 | 12 | 7  | 9  | 39 | 37 | +2  | 43  |
| 7°                                                     | Villa Española      | 28 | 12 | 6  | 10 | 51 | 36 | +15 | 42  |
| 8°                                                     | Huracán             | 28 | 11 | 8  | 9  | 54 | 48 | +6  | 41  |
| 9°                                                     | Miramar Misiones    | 28 | 9  | 10 | 9  | 35 | 30 | +5  | 37  |
| 10°                                                    | Torque              | 28 | 9  | 8  | 11 | 39 | 49 | -10 | 35  |
| 11°                                                    | Cerro Largo         | 28 | 8  | 8  | 12 | 27 | 30 | -3  | 32  |
| 12°                                                    | Deportivo Maldonado | 28 | 9  | 4  | 15 | 27 | 43 | -16 | 31  |
| 13°                                                    | Progreso            | 28 | 5  | 10 | 13 | 27 | 42 | -15 | 25  |
| 14°                                                    | Rocha               | 28 | 6  | 7  | 15 | 26 | 53 | -27 | 25  |
| 15°                                                    | Cerrito             | 28 | 4  | 8  | 16 | 31 | 54 | -23 | 20  |
| Última actualización: 24 de mayo de 2015 13:29 (GMT-3) |                     |    |    |    |    |    |    |     |     |

|  |                                                                 |
|  | Se coronó como el campeón y ascendió a la Primera División.     |
|  | Se coronó como el Vicecampeón y ascendió a la Primera División. |
|  | Clasificó a los play-offs por el tercer ascenso.                |

### Goleadores Fase Regular
| Jugador             | Equipo         | Goles |
| ------------------- | -------------- | ----- |
| Emiliano Alfaro     | Liverpool      | 21    |
| Junior Arias        | Liverpool      | 17    |
| Santiago López      | Villa Española | 14    |
| Ignacio Lemmo       | Canadian       | 13    |
| Marcelo Méndez      | Huracán        | 13    |
| Willinton Techera   | Torque         | 13    |
| Raúl Tarragona      | Boston River   | 12    |
| Álvaro Mello        | Villa Teresa   | 11    |
| Maximiliano Freitas | Plaza Colonia  | 11    |

## Play-Offs por Tercer Ascenso
Del 3° al 6° de la Tabla de la Fase Regular jugaron unos Play-Offs, cruzándose de la siguiente manera (3° vs 6°) y (4° vs 5°) a 2 partidos. Los ganadores pasaron a la final (para definir el tercer ascendido a la primera división), la cual también fue a 2 partidos.

### Partidos
|  | Semifinales                     | Semifinales                     | Semifinales                     |   |              | Final                   | Final                   | Final                   |  |
|  | 30 de mayo y 3 de junio de 2015 | 30 de mayo y 3 de junio de 2015 | 30 de mayo y 3 de junio de 2015 |   |              | 6 y 13 de junio de 2015 | 6 y 13 de junio de 2015 | 6 y 13 de junio de 2015 |  |
|  |                                 |                                 |                                 |   |              |                         |                         |                         |  |
|  |                                 |                                 |                                 |   |              |                         |                         |                         |  |
|  | Villa Teresa (t.s.)             | 1                               | 3                               |   |              |                         |                         |                         |  |
|  | Villa Teresa (t.s.)             | 1                               | 3                               |   |              |                         |                         |                         |  |
|  | Central Español                 | 1                               | 1                               |   |              |                         |                         |                         |  |
|  | Central Español                 | 1                               | 1                               |   | Villa Teresa | 1                       | 2 (4)                   |                         |  |
|  |                                 |                                 |                                 |   | Villa Teresa | 1                       | 2 (4)                   |                         |  |
|  |                                 |                                 | Boston River                    | 1 | 2 (3)        |                         |                         |                         |  |
|  | Boston River                    | 2                               | Boston River                    | 1 | 2 (3)        | 2                       |                         |                         |  |
|  | Boston River                    | 2                               |                                 |   |              | 2                       |                         |                         |  |
|  | Canadian                        | 1                               | 1                               |   |              |                         |                         |                         |  |
|  | Canadian                        | 1                               | 1                               |   |              |                         |                         |                         |  |
|  |                                 |                                 |                                 |   |              |                         |                         |                         |  |

### Goleadores Play-Offs
| Jugador            | Equipo          | Goles |
| ------------------ | --------------- | ----- |
| Bruno Foliados     | Boston River    | 2     |
| Gonzalo Curbelo    | Villa Teresa    | 2     |
| Jonathan Charquero | Boston River    | 2     |
| Juan San Martín    | Central Español | 2     |
| Maximiliano Russo  | Villa Teresa    | 2     |
| Raúl Tarragona     | Boston River    | 2     |

## Goleadores Campeonato
| Jugador             | Equipo         | Goles |
| ------------------- | -------------- | ----- |
| Emiliano Alfaro     | Liverpool      | 21    |
| Junior Arias        | Liverpool      | 17    |
| Ignacio Lemmo       | Canadian       | 14    |
| Raúl Tarragona      | Boston River   | 14    |
| Santiago López      | Villa Española | 14    |
| Marcelo Méndez      | Huracán        | 13    |
| Willinton Techera   | Torque         | 13    |
| Álvaro Mello        | Villa Teresa   | 11    |
| Maximiliano Freitas | Plaza Colonia  | 11    |

## Tabla del Descenso
Se hace un promedio entre los resultados de la Fase Regular y los de la fase regular del año anterior. Los equipos que ingresaron a esta divisional esta temporada, se les hace un promedio con los resultados de esta fase solamente. El peor ubicado en esta tabla, desciende a la Segunda División Amateur.
| 1°                                                    | Liverpool           | 28 | PD  | 58 | 58 | 2,071 |
| 2°                                                    | Plaza Colonia       | 54 | 35  | 53 | 88 | 1,629 |
| 3°                                                    | Boston River        | 54 | 39  | 44 | 83 | 1,537 |
| 4°                                                    | Villa Teresa        | 54 | 36  | 47 | 83 | 1,537 |
| 5°                                                    | Villa Española      | 28 | SDA | 42 | 42 | 1,500 |
| 6°                                                    | Huracán             | 54 | 40  | 41 | 81 | 1,500 |
| 7°                                                    | Central Español     | 54 | 36  | 43 | 79 | 1,462 |
| 8°                                                    | Canadian            | 54 | 34  | 43 | 77 | 1,425 |
| 9°                                                    | Deportivo Maldonado | 54 | 41  | 31 | 72 | 1,333 |
| 10°                                                   | Miramar Misiones    | 28 | PD  | 37 | 37 | 1,321 |
| 11°                                                   | Rocha               | 54 | 39  | 25 | 64 | 1,185 |
| 12°                                                   | Cerro Largo         | 28 | PD  | 32 | 32 | 1,142 |
| 13°                                                   | Progreso            | 54 | 27  | 25 | 52 | 0,962 |
| 14°                                                   | Torque              | 54 | 15  | 35 | 50 | 0,925 |
| 15°                                                   | Cerrito             | 54 | 23  | 20 | 43 | 0,796 |
| Última actualización: 5 de mayo de 2015 20:53 (GMT-3) |                     |    |     |    |    |       |

|  |                                         |
|  | Descendió a la Segunda División Amateur |

## Resultados Finales
| Club          | Ascendido como                            |
| ------------- | ----------------------------------------- |
| Liverpool     | Campeón Segunda División 2014-15          |
| Plaza Colonia | Subcampeón Segunda División 2014-15       |
| Villa Teresa  | Ganador playoffs Segunda División 2014-15 |

| Club    | Descendido como                |
| ------- | ------------------------------ |
| Cerrito | 15° Tabla del descenso 2014-15 |

|                                                                    |
| Uruguay                                                            |
| Campeón Uruguayo de Segunda División 2014-15 Liverpool 4.to título |